# Christoph Hagen
Christoph Hagen (* 28. Dezember 1968 in Lauterach) ist ein österreichischer Politiker (TS, ehemals BZÖ, FPÖ) und Polizeibeamter. Hagen war von 1999 bis 2004 Mitglied des Bundesrates und von 2008 bis 2017 Abgeordneter zum österreichischen Nationalrat.

## Ausbildung und Beruf
Hagen besuchte von 1975 bis 1979 die Volksschule in Hörbranz und wechselte 1979 an ein Gymnasium in Bregenz. 1980 ging er vom Gymnasium ab und besuchte von 1980 bis 1984 die Hauptschule in Hörbranz. Er erlernte im Anschluss den Beruf des Einzelhandelskaufmanns und schloss seine Lehre 1988 ab. In diesem Jahr absolvierte Hagen auch den Präsenzdienst. Hagen erwarb 2005 die Studienberechtigungsprüfung und begann noch im selben Jahr ein Fernstudium der Rechtswissenschaften an der Universität Linz.
Hagen arbeitete zwischen 1988 und 1990 als Bürokaufmann und wechselte 1990 zur Gemeindesicherheitswache Bregenz. Er war zwischen 1992 und 2005 als Gendarmeriebeamter tätig und ist seit der Zusammenlegung von Polizei und Gendarmerie im Jahr 2005 Beamter der österreichischen Bundespolizei. Derzeit steht Christoph Hagen im Dienstrang eines Gruppeninspektors.

## Politik
Hagen ist seit 1995 Gemeinderat in Hörbranz und war zwischen 1995 und 2002 Mitglied des örtlichen Gemeindevorstandes. Zudem hatte Hagen zwischen 1996 und 2005 die Funktion des Ortsparteiobmanns der Freiheitlichen Partei Österreichs inne. Hagen vertrat die FPÖ und das Bundesland Vorarlberg zwischen dem 20. Oktober 1999 und dem 4. Oktober 2004 im Bundesrat und hatte dort zeitweise die Funktion des Schriftführers inne. Im Zuge der Parteispaltung der FPÖ wechselte Hagen zum Bündnis Zukunft Österreich und kandidierte mit diesem bei der Nationalratswahl 2008. Er wurde am 28. Oktober 2008 als Abgeordneter des BZÖ für den Landeswahlkreis Vorarlberg angelobt. Im BZÖ-Parlamentsklub nahm Hagen in der Folge die Funktion des Bereichssprechers für Exekutive und Verkehr wahr. Er war zudem vom 8. Mai 2009 bis zu seinem Übertritt zum Team Stronach gewählter BZÖ-Landesobmann von Vorarlberg.
Am 12. Oktober 2012 gab Christoph Hagen bekannt, zur Partei von Frank Stronach, dem Team Stronach für Österreich, zu wechseln, woraufhin er noch am selben Tag aus dem BZÖ und dem BZÖ-Parlamentsklub ausgeschlossen und des Amts des BZÖ-Landesobmanns in Vorarlberg enthoben wurde. Hagen behielt sein Nationalratsmandat vorläufig ohne Klubzugehörigkeit. Bei der Nationalratswahl 2013 kandidierte er für das Team Stronach in Vorarlberg und erreichte ein Mandat über den Bundeswahlvorschlag. Seit dem 26. August 2015 war er der Generalsekretär des Team Stronach. Nachdem das Team Stronach bei der Nationalratswahl 2017 nicht mehr kandidierte, ermöglichte Hagen mit seiner Unterschrift der Partei Freie Liste Österreich von Karl Schnell die Kandidatur, für die er aber nicht kandidierte. Mit dem Ende der 25. Legislaturperiode schied Christoph Hagen daher am 8. November 2017 aus dem Nationalrat aus.
Hagen war stellvertretender Obmann der Aktionsgemeinschaft Unabhängiger und Freiheitlicher und ist stellvertretender Obmann des Dienststellenausschusses beim Bezirkspolizeikommando Bregenz.

## Privates
Hagen ist zweifacher Vater. Er wohnt in Hörbranz im Bezirk Bregenz und ist Hauptmann der Hörbranzer Fronleichnamsschützenkompanie.